# Bandeira do estado de Nova Iorque

Bandeira de Nova Iorque.

A Bandeira do Estado de Nova Iorque, adotada em 1901, consiste no brasão do estado em um fundo azul.